# Arborele genealogic al caselor Lancaster și York
Eduard III
1327–1377
Philippa de Hainault
Edward de Woodstock
°° Joan de Kent
Lionel de Antwerp
Blanche de Lancaster
John de Gaunt
Catherine Swynford
Thomas de Woodstock
Edmund de Langley
°° Isabella de Castilia
Richard II
1377–1399
Philippa, Contesă de Ulster
Henry IV
1399–1413
°° Mary de Bohun
John Beaufort
°° Margaret Holland
Edward de Norwich
Richard de Conisburgh
°° Anne Mortimer (Nepoata  Philippei de Ulster)

Henry V
1413–1422
Caterina de Valois
Owen Tudor
Thomas, Duce de Clarence
John, Duce de Bedford
Humphrey, Duce de Gloucester
John, Duce de Somerset
°° Margaret Beauchamp
Richard, Duce de York
°° Cecily Neville
Henry VI
1422–1461; 1470–1471
°° Margarete de Anjou
Edmund Tudor
Margaret Beaufort
Eduard IV
1461–1470; 1471–1483
°° Elizabeth Woodville
Edmund, Earl de Rutland
George, Duce de Clarence
Richard III
1483–1485
°° Anne Neville
Edward de Westminster
°° Anne Neville
Henry VII
1485–1509
Elizabeta de York
Eduard V
1483
Richard, Duce de York
Edward, Earl de Warwick
Edward de Middleham